# Sélino
Sélino (grec Σέλινο ['selino]) és una de les províncies històriques de Grècia, una regió de l'illa de Creta.
Correspon a l'actual municipi de Kàndanos-Sélino establert pel pla Kalikratis.
És a l'extem sud-oest de l'illa, i ocupa tota la franja costanera a l'oest de Sfakià. És una regió feréstega i remota als peus de les Lefka Ori (Muntanyes Blanques) i incloïa també la veïna illa de Gavdos, l'illa al sud de Creta considerada el punt més meridional d'Europa, i l'illot deshabitat de Gavdopula. La capital històrica del Sélino era Kàndanos, però actualment la capital i població més gran és el turístic port de Paleókhora. Una altra petita població turística de la costa és Súgia, on acaba la Gorja d'Àgia Irini
La província estava dividida en tres municipis, a part de l'illa de Gavdos.
- Anatoliko Sélino
- Kàndanos
- Pelekanos
- illa de Gavdos

El nom de la regió deriva del nom venecià del castell de Paleókhora, Kastello Sélino.
Alguns assentaments antics a la província:
- Elir
- Irtakina o Hyrtakina
- Lissos
- Suia o Syia